# Salmijärvet (sjö i Kittilä, Lappland)
Salmijärvet är en sjö i kommunen Kittilä i landskapet Lappland i Finland. Sjön ligger 316,2 meter över havet. Arean är 54 hektar och strandlinjen är 5,45 kilometer lång. Sjön  ingår i Kemi älvs huvudavrinningsområde.   Den ligger omkring 190 kilometer norr om Rovaniemi och omkring 890 kilometer norr om Helsingfors. 